# ديجينيس أكريتاس

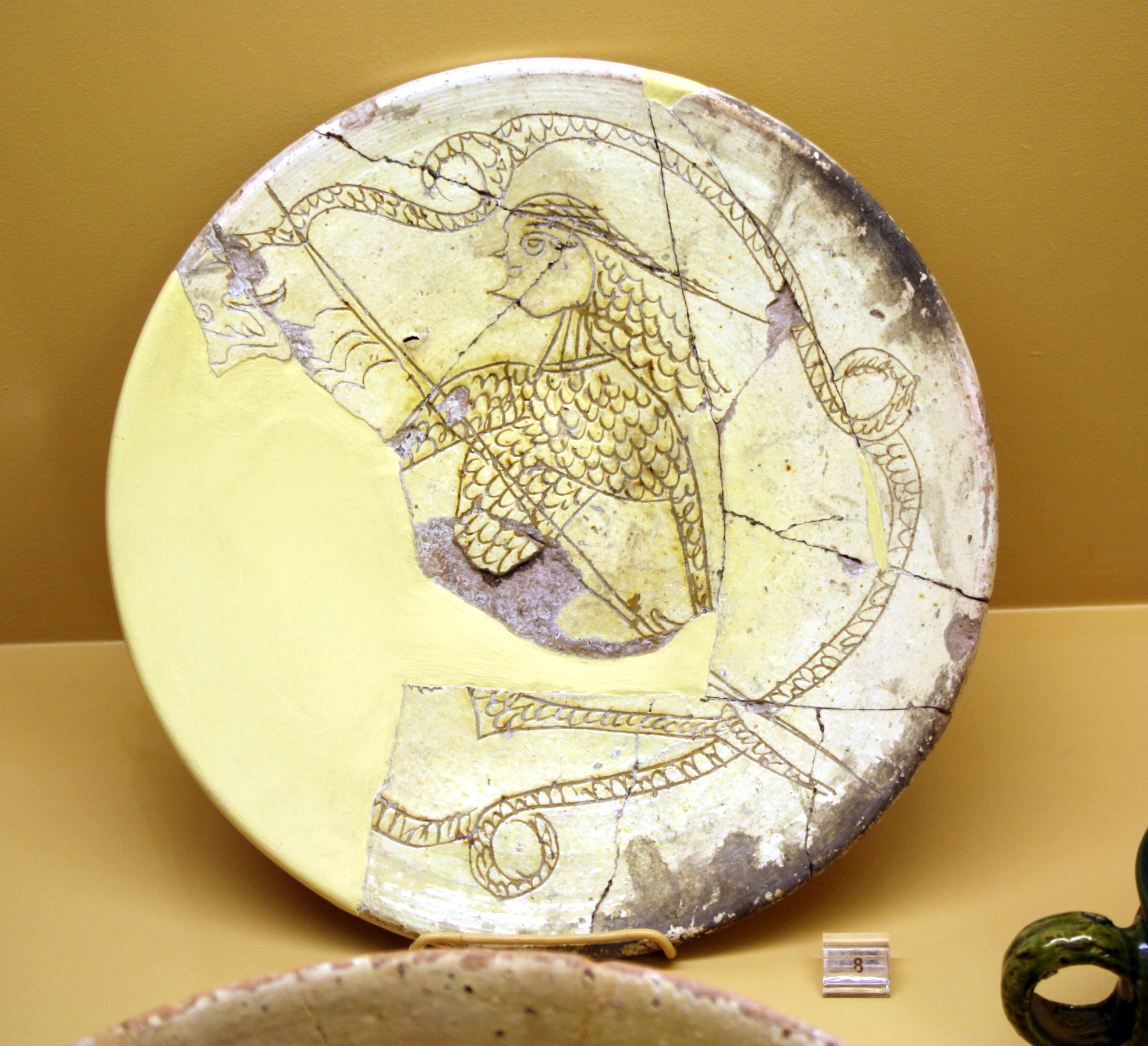
أكريتاس والتنين في صحن بيزنطي من القرن الثاني عشر

ديجينيس أكريتاس (باليونانية:Διγενῆς Ἀκρίτης) هي ملحمة أسطورية بيزنطية تصف بطل وطني بيزنطي اسمه باسيليوس عاش تقريبا في القرن العاشر الميلادي، وكان قد لُقِّبَ «ديجينس» (ومعناها: المولود من عرقين، باليونانية) لأنه كان ابن أمير عربي مسلم ونبيلة يونانية مسيحية، ولُقِّبَ «أكريتاس» (من «تكرا» وتعني «الحدود» باليونانية) كأحد حماة حدود الإمبراطورية الذين كانت مهمتهم رد هجمات «أمراء الحدود» المسلمين (باللغة العثمانية: اوج بگلیکی) (بالتركية: Uç beyliği)‏، وضد غارات قطاع الطرق.
الملحمة الأصلية عنه ضائعة حتى الآن ولكن بقت أربع قصائد منها، حيث تم تأليف أحداث مختلفة بأيدي مختلفة، وأولها تحتوى نحو 4000 جملة اكتشفت في القرن التاسع عشر في مخطوطة عُثر عليها في طرابزون تعود للقرن السادس عشر. والثلاثة الأخرى عثر عليها في غروتا فيراتا وأندروس وأكسفورد. والقصائد التي تقارن مع نشيد رولاند والسيد تحتوي في لبها على بعض الحقائق لكن لا يمكن اعتبارها سجلا تاريخيا، وأحداث القصة تدور في إقليم كابادوكيا والفرات.